# Euparthenos unilineata
Euparthenos unilineata là một loài bướm đêm trong họ Erebidae.